# Lyncestis
Lyncestis é um gênero de traça pertencente à família Arctiidae.